# Otto Rosengren
Otto Rosengren (16 maggio 2003) è un calciatore svedese, centrocampista del Malmö FF e della nazionale U-21 svedese.

## Biografia
È figlio di Patrik Rosengren, difensore con un passato in Allsvenskan con le maglie di Mjällby e Kalmar.

## Carriera

### Club
Cresciuto nel settore giovanile del Mjällby, debutta in prima squadra il 29 novembre 2021, in occasione della penultima giornata dell'Allsvenskan 2021 pareggiata per 0-0 contro l'Örebro.
Nel giugno del 2023 viene acquistato dal Malmö FF per circa 15 milioni di corone (poco meno di un milione e mezzo di euro), la cifra più alta mai incassata dal Mjällby per un singolo giocatore.

### Nazionale
Dopo aver giocato nella nazionale svedese Under-21, nel 2024 ha esordito nella nazionale maggiore svedese.

## Statistiche

### Presenze e reti nei club
Statistiche aggiornate al 21 novembre 2022.
| Stagione        | Squadra         | Campionato      | Campionato | Campionato | Coppe nazionali | Coppe nazionali | Coppe nazionali | Coppe continentali | Coppe continentali | Coppe continentali | Altre coppe | Altre coppe | Altre coppe | Totale | Totale |
| Stagione        | Squadra         | Comp            | Pres       | Reti       | Comp            | Pres            | Reti            | Comp               | Pres               | Reti               | Comp        | Pres        | Reti        | Pres   | Reti   |
| --------------- | --------------- | --------------- | ---------- | ---------- | --------------- | --------------- | --------------- | ------------------ | ------------------ | ------------------ | ----------- | ----------- | ----------- | ------ | ------ |
| 2021            | Mjällby         | A               | 2          | 0          |                 | -               | -               |                    | -                  | -                  |             | -           | -           | 2      | 0      |
| 2022            | Mjällby         | A               | 26         | 0          | CS+CS           | 3+1             | 0+1             |                    | -                  | -                  |             | -           | -           | 30     | 1      |
| Totale Mjällby  | Totale Mjällby  | Totale Mjällby  | 28         | 0          |                 | 4               | 1               |                    | -                  | -                  |             | -           | -           | 32     | 1      |
| Totale carriera | Totale carriera | Totale carriera | 28         | 0          |                 | 4               | 1               |                    | -                  | -                  |             | -           | -           | 32     | 1      |

## Palmarès

### Club

#### Competizioni nazionali
- Campionato svedese: 2

Malmö: 2023, 2024
- Coppa di Svezia: 1

Malmö: 2023-2024